# Robert II. (Dreux)

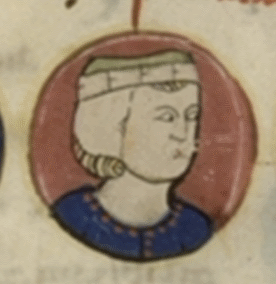
Robert II.

Robert II. der Jüngere (* 1154; † 28. Dezember 1218) war ab 1188 Graf von Dreux und Braine.

## Leben
Robert II. war der Sohn von Graf Robert I. und Agnes von Baudement, Gräfin von Braine, und somit ein Angehöriger des Hauses Frankreich-Dreux. Er hatte fünf Brüder und vier Schwestern. Er wurde zunächst als Robert der Jüngere bezeichnet (französisch Robert le Jeune), um ihn von seinem Vater zu unterscheiden. Anlässlich der Vermählung im Jahr 1184 hatte sein Vater ihm die Grafschaft Dreux überlassen. Mit dem Tod des Vaters nahm er 1888 den Titel Graf von Dreux und Braine an, obwohl seine Mutter, die Gräfin von Braine noch lebte.
Als König Philipp II. zum Dritten Kreuzzug (1189–1192) aufbrach, begleitete ihn der Graf von Dreux und Braine ebenso wie andere französischen Fürsten und nahm an der Belagerung von Akkon und der Schlacht von Arsuf (1191) teil. Nach der Rückkehr der Kreuzfahrer nach Frankreich, bat Philipp II. im Jahr 1193 Ingerburge, die Schwester des Königs von Dänemark, ihn zu heiraten. Dadurch wollte er ein Bündnis gegen den König von England schließen. Robert II. war als Cousin des Königs bei der Trauung in der Kathedrale von Amiens zugegen. In den Jahren 1195 bis 1198 war er an Kämpfen gegen die Engländer beteiligt. Im Jahr 1200 war an den Verhandlungen zwischen Philipp II. und dem König von England (Johann Ohneland) beteiligt. 1210 war er Kommandeur beim Albigenserkreuzzug und nahm an der Belagerung von Termes (August–November 1210) teil. Er unterstützte seinen Bruder Philipp von Dreux, Bischof von Beauvais, in seinem Kampf gegen Rainald I. von Dammartin, Graf von Boulogne. In der Schlacht bei Bouvines (1214) kommandierte er den linken Flügel der Armee des französischen Königs. Im Jahr 1216 ließ er die Kirche des Klosters Saint-Yved fertigstellen, die seine Eltern begonnen hatten. Im Jahr 1218 erkrankte er schwer und wurde nach seinem Tod in der Kirche neben seiner Mutter beigesetzt. Bei seinem Tod hinterließ er eine Witwe, vier Söhne und sieben Töchter.

## Chateau de la Folie

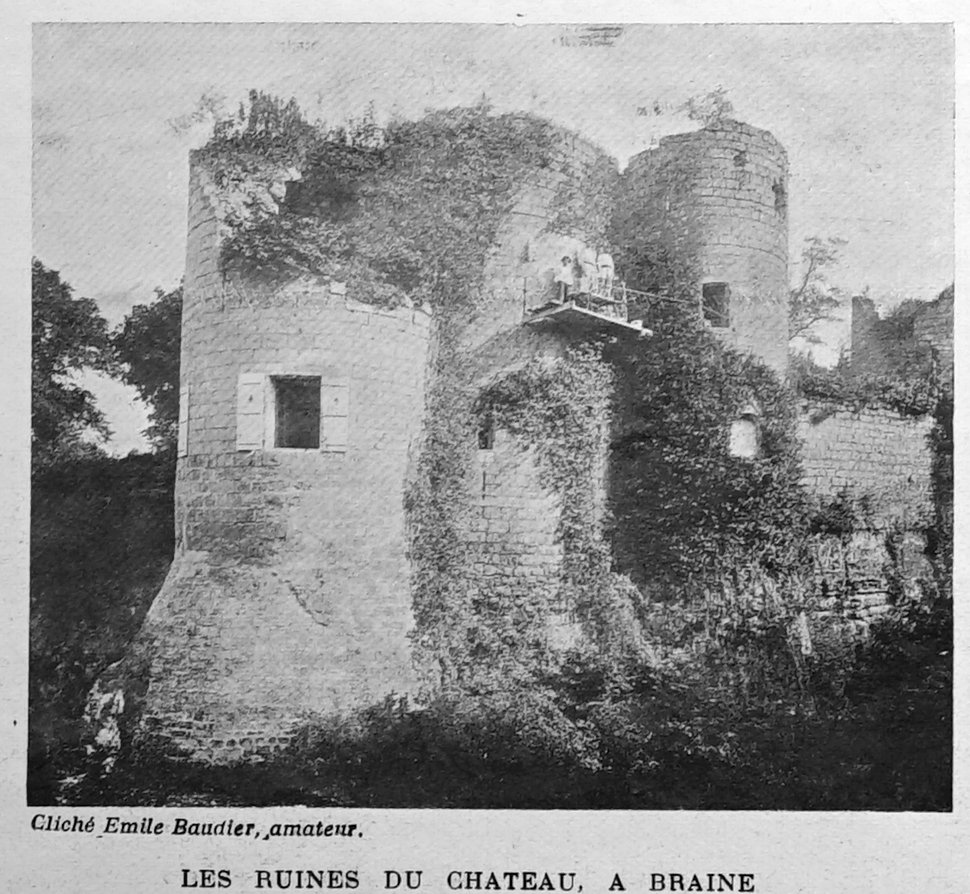
Château de la Folie

Am Ende des 12. Jahrhunderts ließ der Graf von Dreux und Braine ein Schloss bauen, das später unter dem Namen „Le Château de la Folie“ (etwa Schloss der Verrückten) bekannt war. Diese Burg hatte einen rechteckigen Grundriss und bot einen Blick auf die Stadt Braine. Damals wurde sie als „Castrum de Celso Duchesne“ bezeichnet. Die Nutzung war ausschließlich als Wohngebäude ausgelegt und diente nicht der Verteidigung. Von der niedrigen Burg sind nur noch Ruinen übrig, einige Gewölbekeller und Mauerreste. Zu Beginn des 15. Jahrhunderts, verbündete sich ein Nachfahre der Grafen von Dreux und Braine mit den Engländern und stellte sich dadurch gegen den König von Frankreich. Die Burg wurde im Jahr 1423 belagert und von den Verteidigern schließlich in Brand gesetzt.

## Ehe und Nachkommen

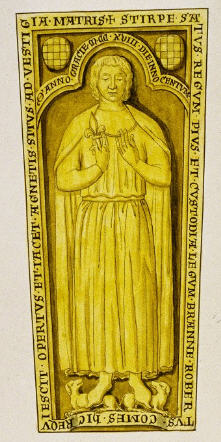
Grabplatte Robert II.

Robert II. heiratete in erster Ehe 1178 Mathilde von Burgund [Mahaut de Bourgogne] (* 1150, † 1192), Tochter von Raimund von Burgund, Graf von Grignon, und Agnes von Montpensier. Durch Mathilde, die zuvor bereits zweimal verheiratet war, erhielt er auch den Titel Graf von Nevers. Im Jahr 1181 musste diese Ehe getrennt werden, da eine verbotene Verwandtschaftsbeziehung vorlag. Es gab bereits Kinder aus dieser Ehe.
In zweiter Ehe heiratete er 1184 Yolande von Coucy (* 1164, † 1222), Tochter von Raoul I. von Coucy aus dem Haus Boves und Agnes von Hennegau. Ihre Kinder sind:
- Robert III. Gasteblé (* 1185; † 1234), Graf von Dreux
- Eleonore (* 1186; † nach 1248), ⚭ I Hugo III. von Châteauneuf († 1229), ⚭ II Robert von Saint-Clair
- Isabella (* 1188; † nach 1242), ⚭ Johann II. von Pierrepont (* 1205; † 1251), Graf von Roucy (Haus Pierrepont)
- Alix (* 1189; † 1258), ⚭ I um 1200 Walter IV. von Burgund († 1219), Herr von Salins, ⚭ II 1221 Rainald III. von Choiseul (* 1195; † 1239)
- Peter Mauclerc (* 1191 † 1250), Herzog von Bretagne
- Philippa (* 1192; † 1242), ⚭ 1219 Heinrich II., Graf von Bar (* 1190; † 1239) (Haus Scarponnois)
- Heinrich (* 1193, † 1240), Erzbischof von Reims
- Agnes (* 1195; † 1258), ⚭ Stephan III., Graf von Auxonne († 1241) (Haus Burgund-Ivrea)
- Yolande (* 1196; † 1239), ⚭ Raoul II. von Lusignan, Graf von Eu († 1250)
- Johann (* 1198; † 1239), Graf von Mâcon und Vienne; ⚭ Alix, Gräfin von Mâcon und Vienne, Tochter von Graf Gerhard II. (Haus Burgund-Ivrea)
- Johanna (* 1199; † 1272) Äbtissin von Fontevraud

Robert II. und Yolande von Coucy, seine zweite Ehefrau, sind in der Nekropole der Grafen von Dreux in der Kirche des Klosters Saint-Yved in Braine bestattet.